# Kübekháza
Kübekháza é um município da Hungria, situado no condado de Csongrád-Csanád. Tem 27,32 km² de área e sua população em 2019 foi estimada em 1.446 habitantes.